# Klinisk-medicinske paradigme
Det klinisk-medicinske paradigme er et underparadigme af det biomedicinske paradigme.

## Mennesket som maskine
I det klinisk-medicinske paradigme indgår, at man ser psyken og kroppen som to forskellige ting. De har en vis forbindelse, men de er ikke den samme, hvilket man anså dem for førhen jævnfør den aristoteliske opfattelse. Kroppen ses nu som en maskine med selve kroppen som en ”kemisk fabrik” og senest med hjernen som en computer.

## Mekanisme- og korrelationsviden
Vi inddeler i det klinisk-medicinske paradigme viden og teorier i to grupper. Der er repræsentationelle teorier, hvis accept leder til mekanismeviden. I den gruppe har vi en årsag og en virkning, og vi ved hvorfor og hvordan virkningen føler årsagen, vi har viden om mekanismen årsagen udløser. Den anden gruppe er black box-teorier, som udleder korrelationsviden. Her har vi et input og output, men vi ved ikke hvordan det virker, vi kender ikke mekanismen. Ofte finder man først ud af, at der er en sammenhæng(korrelation), og derefter finder man langsomt ud af mekanismen bag.

## Alternativ medicin
Der findes mange slags ”alternativ medicin”, som afviger fra det klinisk-medicinske paradigme, da teorierne bag strider mod grundantagelserne i det biomedicinske paradigme. Det at det strider mod det biomedicinske paradigme, behøver ikke betyde det ikke virker. Det kan både være vores paradigme der er forkert, eller deres ”mekanismeviden” om behandlingen der er forkert, selv om der måske er en korrelation. Ofte er det svært at teste i kliniske forsøg, da det er uspecifikke behandlinger af uspecifikke tilstande.

## Det kontrollerede kliniske forsøg
Det kontrollerede kliniske forsøg er en vigtig del af det klinisk medicinske paradigme.